# WISEPA J164715.59+563208.2
WISEPA J164715.59+563208.2（编号可缩写为WISE 1647+5632或WISE J1647+5632）是一颗光谱分类为L9 pec（红）的棕矮星，位于天龙座中，距离地球大约28光年。

## 发现
WISE 1647+5632是于2011年由J·大卫·柯克帕特里克（J. Davy Kirkpatrick）等人从廣域紅外線巡天探測衛星（WISE）收集的数据中发现的。该卫星是美国宇航局发射的40厘米波长红外线太空望远镜，环绕地球飞行，它的任务从2009年12月直到2011年2月。2011年，柯克帕特里克等人在天文期刊增刊上发表论文，当时他们宣布发现了98个WISE观测到的棕矮星，其中恒星的光谱分类有M、L、T和Y，其中一颗就是WISE 1647+5632。

## 距离
三角视差法对WISE 1506+7027测距的结果已于2011年发表，为0.116 ± 0.029 角秒，相当于8.6+2.9
−1.7 pc的距离，或者28.1+9.4
−5.6 ly。
WISE 1647+5632的估计距离
| 来源                            | 视差/mas | 距离/pc      | 距离/ly       | 参考文献 |
| ------------------------------- | -------- | ------------ | ------------- | -------- |
| 柯克帕特里克等人（2011年），表6 |          | ~20.2        | ~65.9         | [ 1 ]    |
| 柯克帕特里克等人（2011年），表7 | 116 ± 29 | 8.6+2.9 −1.7 | 28.1+9.4 −5.6 | [ 1 ]    |

非三角视差法测量的距离用斜体表示，最好的估计用粗体表示。